# Nurse practitioner
Een nurse practitioner is een verpleegkundige die in Nederland de hbo-masteropleiding Advanced Nursing Practice (ANP) heeft gevolgd. Een nurse practitioner bevindt zich qua bevoegdheid tussen een arts en verpleegkundige.
Een nurse practitioner kan sommige taken van een arts overnemen en in bepaalde gevallen zelf diagnoses stellen en medicatie voorschrijven. Een nurse practitioner houdt in overleg met een arts zelfstandig spreekuur, kan huisbezoeken afleggen en medische behandelingen uitvoeren.
Om de masteropleiding voor nurse practitioner te kunnen volgen, dient men in bezit te zijn van een diploma verpleegkunde op hbo-niveau met minimaal twee jaar praktijkervaring op het gebied waarin men zich verder wil specialiseren.